# ترايسر (أوفرواتش)
لينا أوكستون (بالإنجليزية: Lena Oxton)‏، والمعروفة بلقب ترايسر (tracer)، هي شخصية خيالية قابلة للعب في لعبة الفيديو اوفرواتش التي أصدرت سنة 2016، وهي لعبة تصويب منظور الشخص الأول طورتها شركة بليزارد إنترتينمنت للرسوم المتحركة والوسائط الأدبية والمختصة بالألعاب الٳلكترونية. ظهر ترايسر لأول مرة في العرض الترويجي السينمائي القصير الخاص بلعبة أوفورواتش لعام 2014. وتم تقديمها لاحقًا كشخصية قابلة للعب في تحديث أبريل 2016 للعبة الموبا المسماة أبطال العاصفة.
شخصية لينا أوكستون، والتي هي من أصول ٳنجليزية، ٳشتهرت بمنافذ ألعاب الفيديو لكونها شخصية نشيطة ومفهمة بالحيوية. ففي اللعبة، تعتبر صحة ترايسر منخفضة مقارنة بباقي الشخصيات، ولكنها في المقابر تتميز بمستوى عالي من الحركة والمهارة بما في ذلك القدرة الشبيهة بالانتقال الآني والسفر عبر الزمن. كانت تلك القدرات ناتجة عن حادث جعلها غير قادرة على الحفاظ على شكلها المادي في الوقت الحاضر حتى اخترع ونستون مسرع الكرونال، وهو جهاز يسمح لها بالتحكم في الإطار الزمني الخاص بها.
ترايسر هي أحد أكثر شخصيات افورواتش شهرة، فقد ظهرت بشكل بارز في وسائل الإعلام الرسمية للعبة، بما في ذلك الأعمال الترويجية وصورة غلاف اللعبة، وتظهر أيضًا في فن المعجبين. اجتذبت ترايسر أيضًا تغطية إعلامية تتعلق بالجدل عبر الإنترنت حول أحد أوضاع انتصارها داخل اللعبة، بالإضافة إلى بروزها في المواد الإباحية التي ينتجها المعجبون والتي حاولت بليزارد إزالتها. ظهرت الشخصية أيضًا في وسائط رسوم متحركة من افورواتش وفي مسلسل فكاهي رقمي مرتبط باللعبة. وفي بداية السلسلة، تم الكشف عن كون لينا أوكستون مثلية.

## التطوير والتصميم

### الرسم واللعب
كانت ترايسر واحدة من أول اثني عشر شخصية من افورواتش تم تقديمها في مؤثمر بليزكون للألعاب في سنة 2014. يتميز نموذج شخصيتها داخل اللعبة بشكل خاص بسراويلها البرتقالية الضيقة ونظاراتها الواقية وأحذيتها التي تشبه أحذية كروكس. ويعتمد تصميمها على عنصر من مشروع بليزارد تم إلغاؤه يسمى تيتان. قال جيف كابلان، مدير لعبة افورواتش، إن تيتان تضمن فئة من الشخصيات تسمى «القافزين»، والتي تطورت إلى شخصية ترايسر لأن افورواتش تركز على إنشاء شخصيات فردية بدلاً من الفئات العامة. تم تصوير فئة القافزين على أنهم ذكور في معظم الأعمال الفنية المفاهيمية وقصص الشخصيات. ومثل رايسر، تم تجهيز القافزين بقدرات الٳستدعاء والوميض، بالإضافة إلى قنبلة النبض ومسدسات آلية مزدوجة الاستخدام. وتصميم هذه المسدسات الخاصة بترايسر مستوحى من مسدسات جي18 الموجودة في لعبة كول أوف ديوتي: مودرن وورفير 2.
يعتبر يجف جودمان المصمم الأساسي لشخصية ترايسر في لعبة افورواتش، والتي كانت أول شخصية مصممة في اللعبة وقد وتم استخدامها لٳختبار طريقة اللعب الأساسية. سردت كابلان أول اختبار تشغيل من اللعبة قائلة: "كان المستوى بأكمله كئيباٞ وممتلئًا، وكان البطل الوحيد هو ترايسر. لم يكن لدينا تأثيرات بصرية أو نقاط ربط على بنادقها، لذا أطلقت أشعة الليزر من عينيها." وقال آرون كيلر مساعد مدير اللعبة، إن معبد أنوبيس كان أول خريطة تم تطويرها للعبة، وأن الخريطة وشخصية ترايسر تم العمل عليهما بشكل متزامن. وقال كيلر: "ذات يوم دخلنا اللعبة، فقط بترايسر التي تركض حول خريطة غير مكتملة، كان الأمر ممتعًا". وأضاف إنه على عكس الشخصيات الأخرى، تم الحفاظ بقدرات الشخصية الثلاثة طوال تطوير اللعبة، مشيرًا إلى أنه منذ البداية، نشأت ترايسر كبطل متكامل. ومع ذلك، فإن نقاط حياة الشخصية كان يشكل مشكلة خلال المراحل التجريبية المغلقة في وقت متأخر من تصميم اللعبة. وفيما يتعلق بأسلوب اللعب الخاص بترايسر، قال كيرك هاميلتون من كوتاكو عن الشخصية على أنها سريعة وحاسمة، ومصممة بشكل أكبر لمهاجمة الفريق المنافس من الخلف بدلاً من النجاة من هجوم أمامي".
قال الفنان الرئيسي في شركة بليزارد إنترتينمنت أرنولد في تسانج إن حجم جسم الشخصية ووضعية الجري تم أخذها في الاعتبار أثناء تصميم الشخصية لجعل كل بطل سهل التعرف عليه. بحيث تمتلك ترايسر حركة جريئة جامحة ومسار من الضوء الأزرق ممير يمتد خلفها. وقالت ناثان جرايسون من كوتاكو أن الرسوم المتحركة للقفز تبدو مبالغ فيها بشكل مفرط وذات مظهر أخرق نوعًا ما، نتيجة لإطار التشويه وتقنيات الرسوم المتحركة الاسكواش والتمدد المستخدمة في افورواتش. وأشار ديفيد جيبسون، كبير الرسوم المتحركة في بليزارد، إلى إطارات الرسوم المتحركة الخاصة بها: «نحن نحاول دفعها أكثر قليلاً من المعتاد، شيء بسيط مثل شد الجذع للخارج، وجعلها معلقة في الهواء لفترة أطول من المعتاد، وسحقها عندما ترتطم بالأرض.»
عند عودة الإصدار التجريبي المغلق من افورواتش في فبراير 2016، تم إضافة أوضاع النصر والتغييرات الأخرى إلى الشخصيات. وفي مارس 2016، نشأ جدل حول حركة انتصار خاصة بترايسر تسمى "Over the Shoulder" بعد أن قال مستخدم في منتديات اللعبة أنه احتفال يخرج الشخصية من نطاقها ويختزلها في مجرد رمز جنسي أنثوي لطيف آخر. وقد أثار المنشور نقاشًا في المنتديات، وأضاف العديد من المستخدمين آرائهم الانتقادية بينما اختلف الآخرون مع الفكرة. في الأخير نشر كابلان ردًا اعتذاريًا أعلن فيه عن خطط بليزارد لاستبدال الحركة لأنهم لم يرغبوا في جعل شخص ما يشعر بعدم الارتياح أو التقليل من التقدير. قوبل القرار بردود فعل متباينة من مجتمع الألعاب. جادل البعض بأن بليزارد قد تخلت عن سيطرتها الإبداعية على اللعبة، وفرضت الرقابة على المحتوى لإرضاء فئة من المستخدمين، بينما أشاد آخرون باستعداد بليزارد للاستماع إلى المجتمع والالتزام بمعايير تصوير الشخصيات وفقًا لتصوراتهم. قال كابلان لاحقًا إن فريق تطوير اللعبة لم يكنسعيدًا تمامًا بالحركة الأولى وأن صراعات إبداعية داخلية حول تضمينها قد حدثت. وفي الأسبوع التالي، تم إطلاق حركة بديلة لترايسر، فوفقًا لجيسيكا لاتشينال من موقع ماري سو على الإنترنت، فإن الحركة البديلة مستوحاة من رسم توضيحي لنموذج Pin-up الخاص بيلي دي فورس. ووصف كابلان أن الحركة البديلة رائعة، ولطيفة، ومرحة، وقال إنه يتمنى لو كان الفريق قد اختارها منذ البداية.
وصلة=|يسار|تصغير
قدم مطورو افورواتش لاحقًا أحداثًا موسمية، بما في ذلك الجلود والبخاخات للاعبين لتجهيز الشخصية بها. تلقى ترايسر جلدين خلال أول حدث موسمي للعبة والخاص بالألعاب الأولمبية الصيفية 2016. في السنة الأولى من إصدار اللعبة، تلقت جلودًا ذات طابع خاص خلال أحداث «شتاء العجائب» و «رأس السنة الصينية» و «الثورة» و «عيد الميلاد». ومثل شخصيات افورواتش الأخرى، خضعت ترايسر لإعادة تصميم الشخصية أثناء تطوير افورواتش 2، لكنها ٳحتفظت بسراويلها ونظاراتها البرتقالية المميزة.

### القصة والشخصية
خارج اللعبة، تسرد بليزارد السيرة الذاتية الخيالية لترايسر وٳسمها الحقيقي لينا أوكستون، وعمرها 26 عامًا، وقاعدة عملياتها في لندن بإنجلترا. وهي مغامرة ووكيلة سابقة في فريق العمل الدولي في افورواتش. وفي تقاليد اللعبة تشتهر الشخصية بمهاراتها الفريدة في القيادة، بفضل ٳنضمامها كعضو في سلاح الجو الملكي البريطاني في الماضي، لتصبح أصغر شخص يتم إدخاله على الإطلاق في برنامج الطيران التجريبي في افورواتش. وقد تم اختيارها لٳختبار سلاح المروحة المنزلقة، وهو نموذج أولي لمقاتلة جوية متنقلة يتم التحكم فيها عن بعد. ولكن أثناء هذه الرحلة التجريبية، تعطلت مصفوفة الٳنتقال الآني للمركبة وتم إعلان وفاة ترايسر. غير أنها عادت إلى الظهور لاحقًا، بعد أن تم إلغاء تزامنها مع تدفق الوقت، مما منعها من الحفاظ على شكل مادي حتى ابتكر عالم يُدعى وينستون مسرعًا زمنيًا خاصاٞ، والذي منح ترايسر قدرة التحكم في وقتها. وتحدث هذه الأحداث خلال فترة تعرضت فيها منظمة افورواتش للٳحتجاج والانتقاد بشكل متزايد من قبل الجمهور. وفي أبريل 2017، تم تحديث معرض الأبطال الخاص باللعبة ليشمل السير الذاتية القصيرة للشخصيات ومعلومات أساسية عن الأشكال التي يمكن للاعب تجهيزها على الشخصيات.
كانت ترايسر واحدة من أوائل الشخصيات في اللعبة التي ظهرت خلفيتها الخيالية. ففي مقابلة مع مجلة بي سي غيمر، شبّهها كريس ميتزن للمدير الإبداعي للعبة بسبيدرمان وقال: «ترايسر كانت واحدة من أولى الشخصيات التي تعرفنا عليها حقًا. وعلى الرغم من أنه لم يتم إنشاؤها خصيصاٞ لتلعب دور البطل، إذا صح التعبير، فمن الجيد الاستفادة منها في مقدمة أفكار القصة». وتشتهر ترايسر بكونها شخصية مفعمة بالحيوية، بحيث وصفها كيفن دونسمور من هاردكور غيمر بكونها ٳمرة شجاعة وتطلق الكثير من النكت القصيرة وهي تنتقل في ساحة المعركة. أما كابلان فذكر أنها شخصية لطيفة ومرحة، مشيراٞ إلى أنها تفعل كل شيء بغمزة وابتسامة. ولمطابقة أصلها الٳنجليزي عملت الشركة على ٳختيار الممثلة الإنجليزية كارا ثيوبولد للقيام بأداء صوت الشخصية.

## اللعب

### افورواتش
في افورواتش، يتم تصنيف ترايسر على أنها شخصية مهاجمة. وتم إدراجها كشخصية ذات نجمتين أي متوسطة الصعوبة في اللعب. وهي مجهزة بمسدسات ثنائية النبض تعيد التحميل بسرعة وتسبب الضرر بسرعة على مسافة قصيرة. وفقًا لوسائل الإعلام الخاصة بألعاب الفيديو، فهي أسرع شخصية في قائمة اللعبة. غالبًا ما توصف سرعتها بأنها واحدة من أكبر مزاياها ومصدر إزعاج للفريق المنافس. على الرغم من أن ترايسر تتمتع بميزة السرعة، إلا أنها تمتلك أدنى معدل نقاط حياة في اللعبة. وتسمح لها قدرتها على الوميض، والتي تأتي بثلاث شحنات، بالانتقال الفوري لمسافة قصيرة في الاتجاه الذي تتحرك فيه. وباستخدام هذه القدرة، يمكنها الانزلاق خلف العدو في لحظة لشن هجمات مفاجئة، أو المراوغة تمامًا بعيدًا عن خط النار. وتحتوي على فترة تباطؤ، تتطلب من اللاعب انتظار كل وميض لإعادة الشحن. تسمح قدرتها على الاستدعاء بالعودة إلى وضعها قبل ثلاث ثوانٍ، وإعادة ضبط صحتها وإعادة شحن بندقيتها. أما القدرة النهائية للشخصية هي قنبلة النبض، وهي قنبلة لاصقة تلتصق بالسطح الأول أو البطل الذي تصيبه قبل التفجير، وتحدث ضررًا بمنطقة التأثير.

علّق جيف كابلان على أسلوب لعبها المزعج للخصوم، مشيرًا إلى ما يلي: 
تحتوي اللعبة على شخصيات مثل ترايسر وجينجي، والذين هم فريدون حقًا بطريقة لعبهم في افورواتش، وأحيانًا يكون الدور المناسب في مباراة ما والذي على ترايسر أن تفعله بمفردها، بعيدًا تمامًا عن الهدف أو بعيدًا تمامًا من التجمع مع الفريق، هو مضايقة اللاعبين الاعداء الذين يتراجعون إلى الوراء. وحتى ٳن لم تقتل هؤلاء اللاعبين، فإنها مناوشة تشتت الانتباه وتنصب كمينًا للخصم. ويمكنك أن تكون أفضل لاعب في المباراة عندما تقوم ببعض من هذه الأشياء، ولا توجد طريقة لضبطها بدقة.

### أبطال العاصفة
أشارت دستركتويد إلى أن تصميمها غير التقليدي في لعبة أبطال العاصفة يشبه تصميمها في لعبة افورواتش، حيث كتبت أن لديها نفس القدرات الأساسية، بل إنها تعزز قدرتها البطولية تمامًا من خلال إحداث ضرر أكبر. ويتم اختيار الشخصية في أبطال العاصفة عن طريف فتحها بمجرد الوصول إلى المستوى العاشر في اللعبة. لكن في أبطال العاصفة لا يتحكم اللاعبون في قدرة تراسر البطولية، والتي يتم فتحها على الفور. تتمثل مجموعة مهاراتها الأساسية في التنقل عن بعد، والذي يتضمن ضربة وميض سريعة وقدرة استدعاء تعمل بشكل مشابه لتلك الموجودة في افورواتش. كتب كريس ثورستن من مجلة بي سي غيمر أنه أعجب بتصميم الشخصية في أبطال العاصفة، والذي يتحدى القواعد العادية للعبة ويسمح لها حرفياً بتفعيل دوائر حول أبطال معينين. اعترافًا منه بأنها يمكن أن تكون مرعبة للفريق الخصم.
طرحت بليزارد الشخصية في اللعبة يوم 4 مايو 2016، بعد أقل من شهر من تقديمها.

## الظهور

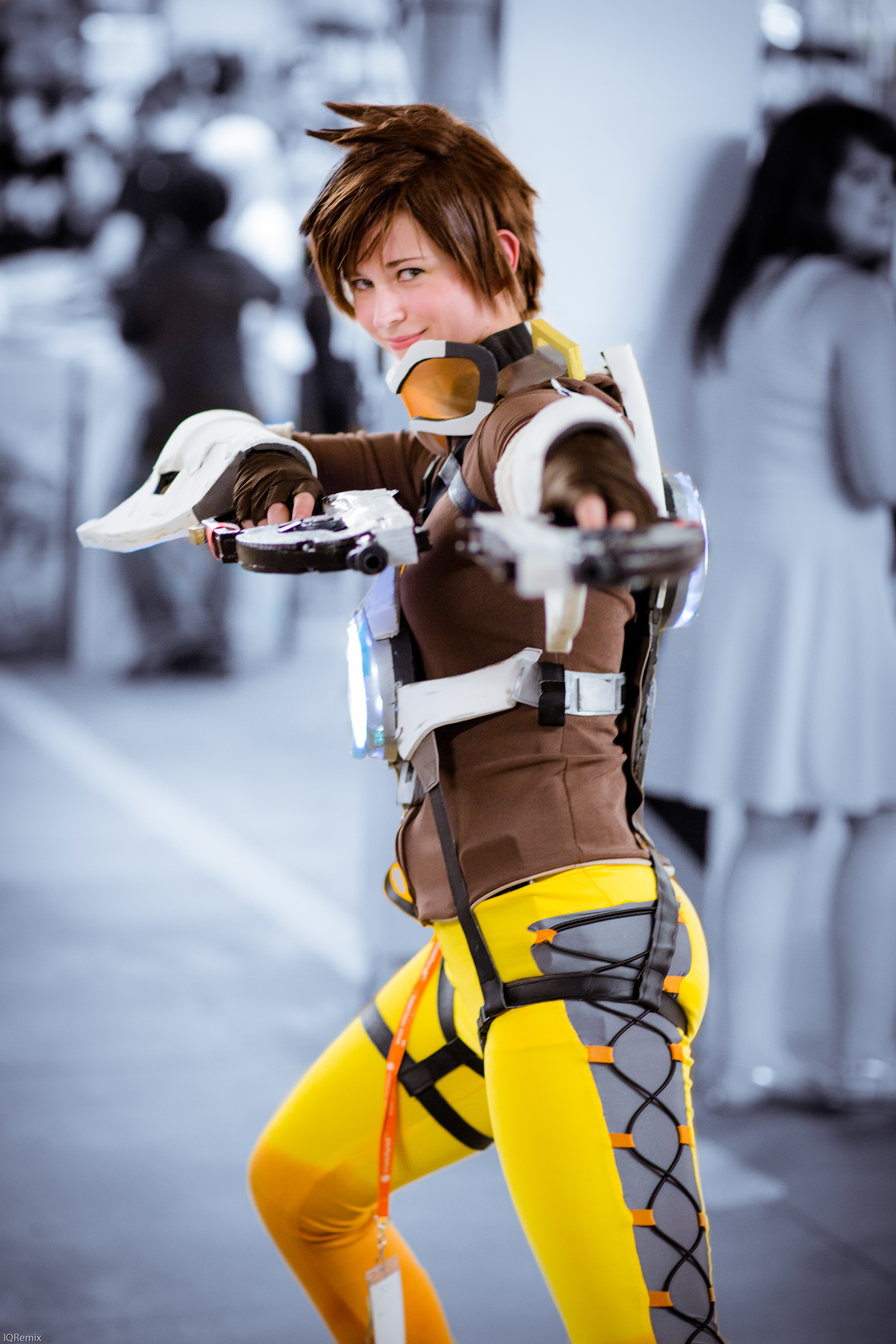
كوسبلاي لشخصية ترايسر في ملتقى انيميثون سنة 2016

### ألعاب الفيديو
ظهرت ترايسر لأول مرة في لعبة الفيديو أبطال العاصفة في تحديث أبريل 2016، قبل شهر تقريبًا من إصدار افورواتش. ووصف كريس ثورستن من مجلة بي سي غيمر إدراجها في اللعبة بأنه حركة تسويقية لكنه أشار إلى أن ترايسر يمكن الشعور بأنها مختلفة عن شخصيات موبا الأخرى نتيجة لانها في الأصل خصصت كشخصية للعبة إطلاق النار من منظور شخص أول. وأشاد بإدراجها كإضافة شرعية إلى القائمة، وكتب أنها تقدم مجموعة من الأفكار الجديدة للعبة أبطال العاصفة. أما لعبة الفيديو افورواتش فكانت تفتقر إلى نمط القصة والتي تعتبر الحملة التقدليدية في الترويج للعبة. بدلاً من ذلك، تم عرض خلفيات لشخصيات وقصصها، بما في ذلك ترايسر.

### الرسوم المتحركة والأفلام
في نوفمبر 2014، ظهر ترايسر جنبًا إلى جنب مع وينستون في مقطع دعائي سينمائي للعبة افورواتش. تقاتلت الشخصيتان ضد الويندوماكر والريبير، عملاء مجموعة إرهابية تسمى تالون. وظهر المقطع الدعائي، الذي أعلن رسميًا عن افورواتش، لأول مرة في مؤتمر بليزكون سنة 2014. ويظهر فيه الويندوماكر والريبير وهم يقتحمون متحفًا ويحاولان سرقة قفاز دومفيست، لكن أحبطت ترايسر ونستون عملية السطو هذه.
في مارس 2016، ظهر ترايسر صوتياٞ فقط، بحيث ٳستجابة لاستدعاء وينستون لعملاء افورواتش، مما سمح بسماع صوتها، وهو أول ظهور لها في سلسلة أفلام افورواتش القصيرة المتحركة. أحداث فيلم الٳستدعاء تحدث قبل تلك الخاصة بالمقطع السينمائي الدعائي لعام 2014. وفي أبريل، ظهر ترايسر في مقطع «على قيد الحياة»، وهو الثاني في سلسلة الرسوم المتحركة القصيرة هذه. تدور أحداث القصة القصيرة في طرق الملك في لندن، والتي تعد واحدة من خرائط اللعبة. وباختصار، تحاول ترايسر منع الويندوماكر من اغتيال تخارثا مونداتا. لكنها فشلت في حمايتها وعجزت عن هزيمة الويندوماكر، التي دمرت مسرعها الزمني.
ظهرت ترايسر كشخصية في الخلفية وصور رمزية في فيلم ريدي بلاير وان للمخرج ستيفن سبيلبرغ عام 2018، والمبني على رواية تحمل نفس الاسم للكاتب إرنست كلاين.
في نوفمبر سنة 2019 ، ظهرت ترايسر في فيلم الرسوم المتحركة ساعة الصفر، والذي كان بمثابة إعلان لأفورواتش 2.

## ٲنظر أيضا
- شخصيات أوفرواتش
- لعبة أوفرواتش
- أوفرواتش 2